# گوتسکو
شهر گوتسکو در ایالت مکلنبورگ-فورپومرن در کشور آلمان واقع شده‌است.